# شاهزاده اندروی یونان و دانمارک
شاهزاده اندرآس (اندرو) یونان و دانمارک (به یونانی:Ανδρέας) (۲ فوریه ۱۸۸۲ تا ۳ دسامبر ۱۹۴۴) از دودمان گلوکسبورگ، هفتمین فرزند (چهارمین پسر) جرج اول یونان و اولگا کنستانتینوای روسیه بود. او نوهٔ کریستیان نهم دانمارک و پدر شاهزاده فیلیپ، دوک ادینبرو بود.